# 岸川美好
岸川 美好（きしかわ みよし、1948年2月7日 ‐ ）は日本の演歌歌手。

## 来歴
山口県宇部市出身で、現在は佐賀県嬉野市に籍を置く。父親は市議会議員だった。視覚障害者であり、生まれたときからほとんど目が見えず、現在は全く見えない。作曲家の市川昭介と出会い、2000年（平成12年）に52歳でキングレコードより『春びより/雪どけ』でデビューする。
2002年（平成14年）、妻の岸川洋子とアルバム「二人三脚夫婦旅」「人生」（岸川音楽事務所）を発売。
2004年（平成16年）、盲導犬普及のためにチャリティーアルバムを作り、売上を九州盲導犬協会に寄付。

## エピソード

### パラリンピック出場
1964年（昭和39年）、東京で開催された第2回パラリンピックの男子100メートル陸上競技に出場し、大会新記録となる12.3秒のタイムで優勝、金メダルを獲得した。

### 盲導犬アロマとの出会い
2002年（平成14年）、ラブラドール・レトリバーのアロマが盲導犬として貸与された。このアロマは同年に佐賀県嬉野町（現・嬉野市）より人間以外では日本初となる特別住民票を交付され、嬉野町の町民に認定された。住民票記載の氏名は岸川アロマ、性別は女、続柄は夢先案内人。
2003年（平成15年）には、盲導犬普及ならびに新たに施行された身体障害者補助犬法のPRを目的とする47都道府県知事への表敬訪問をスタート。妻と盲導犬アロマを伴い各都道府県庁を訪問した。また、同時に各地で行なった募金活動ではで2,008,051円を集めた。

### 紅白歌合戦出場の署名運動
2002年（平成14年）、紅白歌合戦に出場するため、妻である岸川洋子のサポートで佐賀県の隣の長崎県からスタート、東京都の東京NHKホールをゴールとする1,500キロの道のりを、署名を集めながら夫婦で歩いた。NHKの会長に直訴しようとしたが会長には会えず、代わりにセンター長が対応、集まった署名39,000名分を提出した。紅白歌合戦に出場する目的は果たせなかったが、多数のメディアに取り上げられた。

### 嬉野市長選挙への立候補
2018年（平成30年）1月14日告示、1月21日投開票の嬉野市長選挙において、岸川は1月8日に無所属での立候補を表明した。他の候補者に遅れての表明となったが、出馬理由について「観光への熱意を感じる候補者がいない」とし、観光振興や企業誘致、障害者や高齢者が安心して暮らせるまちづくりなどを公約に掲げた。投開票の結果、村上大祐が新市長となり、岸川は落選した。

### その他
- 日本唯一の視覚障害者のためのラジオ放送局日本福祉放送の番組でパーソナリティを務めている[8][9]。
- 1998年（平成10年）、長男の岸川伸資がチンドン屋「嬉野温泉お茶らか夢楽団」を旗揚げした[10]。その後岸川美好と妻の岸川洋子も参加。嬉野温泉のPRのために大型バスをチャーターし、長崎から東京までの高速道路の各パーキングエリアに立ち寄ってはパフォーマンスしたり、韓国などへの海外遠征を行なった。
- 2003年（平成15年）より佐賀新聞で数年間、「甘口・辛口」という連載コラムを執筆していた。

## 代表曲
- 春びより／雪どけ（2000年、キングレコード）
- 二人三脚夫婦旅（2002年、岸川音楽事務所）
- 人生（2002年、岸川音楽事務所）
- 湯の町嬉野しのび宿（2016年、リアルミュージックファクトリー）

## 著書
- だれかが助けてくれた[11]（1993年、岸川美好・心の宝石箱）
- 続だれかが助けてくれた[12]（1993年、岸川美好・心の宝石箱）
- 長崎・東京 二人三脚夫婦旅[13]（2003年、文芸社）

## 受賞
- 「輝き！」嬉野町民賞[14]（2002年）
- 厚生労働大臣賞（2005年）